# Глобощица
Глобощица, още Глибовица, Глибовци (на гръцки: Καλοχώρι, Калохори или Καλό Χωριό, Кало Хорио, катаревуса: Καλοχώριον, Калохорион, в превод добро село, до 1927 Γκλαμπόφτσα, Глабофца), е село в Гърция, Егейска Македония, в дем Синтика, област Централна Македония. Селото има 267 жители според преброяването от 2001 година.

## География
Селото е разположено северозападно от град Сяр (Серес), на около 7 километра западно от Гара Порой (Родополи) в южното подножие на планината Беласица (Керкини или Белес).

## История

### В Османската империя
В XIX век Глобощица е изцяло българско село в Демирхисарска каза на Серски санджак на Османската империя. Според статистиката на Васил Кънчов („Македония. Етнография и статистика“) от 1900 година Глибовци има 240 жители, всички българи християни.

### В Гърция
През Балканската война селото е освободено от части на българската армия, но след Междусъюзническата война в 1913 година попада в Гърция. В селото са заселени гърци бежанци. Според преброяването от 1928 година Глобощица е изцяло бежанско село с 49 бежански семейства със 176 души. В 1926 година селото е преименувано на Кало Хорио, но новото име влиза официално в регистрите в следващата 1927 година.